# Giełda Papierów Wartościowych w Casablance

Logo giełdy w Casablance

Giełda Papierów Wartościowych w Casablance (w skrócie NSE; fr. La Bourse de Casablanca, ang. Casablanca Stock Exchange) – giełda papierów wartościowych w Maroku; zlokalizowana w największym mieście kraju – Casablance.
Giełda powstała w 1929.